# Lea Davison
Lea Davison, née le 19 mai 1983 à Syracuse dans l'État de New York, est une coureuse cycliste américaine, spécialiste du VTT cross-country et du cyclo-cross.

## Palmarès en VTT

### Jeux olympiques
- Londres 2012
  - 11e de l'épreuve de cross-country VTT

### Championnats du monde
- Vail 2001
  - 7e du cross-country juniors
- Fort Williams 2007
  - 25e du cross-country
- Val di Sole 2008
  - 19e du cross-country
- Champéry 2011
  - 10e du cross-country
- Lillehammer-Hafjell 2014
  -  Médaillée de bronze du cross-country
- Nové Město 2016
  -  Médaillée d'argent du cross-country

### Coupe du monde
- Coupe du monde de cross-country
  - 2012 : 13e du classement général
  - 2013 : 10e du classement général
  - 2014 : 24e du classement général
  - 2015 : 3e du classement général
  - 2016 : 10e du classement général
  - 2017 : 18e du classement général
  - 2018 : 17e du classement général
  - 2019 : 14e du classement général
  - 2021 : 30e du classement général

- Coupe du monde de cross-country eliminator
  - 2013 : 17e du classement général

### Championnats panaméricains
- Cota 2015
  -  Médaillée d'argent du relais mixte

### Championnats des États-Unis
- 2011
  -  Championne des États-Unis de Super D
  -  Championne des États-Unis de short track
  - 2e du cross-country
- 2012
  - 2e du cross-country
- 2013
  -  Championne des États-Unis de cross-country
- 2014
  -  Championne des États-Unis de cross-country
- 2017
  - 2e du cross-country